# La Sabana (Vargas)
La Sabana es una de las 7 poblaciones que integran la parroquia Caruao del municipio Vargas en el estado La Guaira en Venezuela, está ubicada en la costa, cuenta con hospital, preescolar, escuela y un liceo que es utilizado por las poblaciones cercanas.
La principal fuente de ingreso de la población local es el turismo que se basa principalmente en las playas aledañas.